# Sybra bimaculata
Sybra bimaculata là một loài bọ cánh cứng trong họ Cerambycidae.